# ديل ويذ إت

لقطة لكوربن في فيديو كليب الأغنية.

ديل ويذ إت هي أغنية سجلها المغني الأمريكي كوربن بلو لألبومه الإستديو الأول، جانب آخر (2006). الأغنية من كتابة جاي شون، وكوربن بلو ، ومن إنتاج هوليوود ركوردز. صدرت الأغنية يوم 12 مايو، 2007، كأغنية منفردة من الألبوم. التي تحتوي على لحن البوب-كي بوب.